# Флаг Чойского района
Флаг муниципального образования «Чо́йский район» Республики Алтай Российской Федерации — опознавательно-правовой знак, служащий официальным символом муниципального образования.
Флаг утверждён 28 ноября 2003 года и подлежит внесению в Государственный геральдический регистр Российской Федерации.

## Описание
Флаг муниципального образования «Чойский район» условно делится на две равные части.
Верхняя часть белого цвета, который символизирует Святость и Чистоту.
В нижней части флага широкая изломанная линия символизирует голубые горы района. Семь вершин обозначают семь административных образований района. Тонкая волнистая линия — реки и озера (воды) района.
Нижняя часть флага обрамляет наиболее распространённый орнамент народности тубаларов, проживающих на территории района.